# Donceel
Donceel (wa. Doncél) – miejscowość i gmina (commune) w Belgii, w Regionie Walońskim, w prowincji Liège, w okręgu Waremme. 1 stycznia 2024 roku liczyła 3119 mieszkańców.

## Podział administracyjny
W skład gminy wchodzą trzy dzielnice (section):
- Haneffe
- Jeneffe
- Limont